# Manuel Becerra (métro de Madrid)
Manuel Becerra est une station des lignes 2 et 6 du métro de Madrid, en Espagne.

## Situation
Sur la ligne 2, la station est située entre Goya au sud-ouest, en direction de Cuatro Caminos, et Ventas au nord-est, en direction de Las Rosas.
Sur la ligne 6, elle est située entre Diego de León au nord-ouest et O'Donnell au sud.
Elle est établie sous la place Manuel-Becerra, dans le quartier de Guindalera, de l'arrondissement de Salamanca.
La ligne 2 possède deux quais latéraux, cependant que les rames de la ligne 6 circulent entre un quai central, destiné à la descente des voyageurs, et deux quais latéraux.

## Dénomination
La station porte le nom de Manuel Becerra y Bermúdez (1820-1896), mathématicien et homme politique.

## Historique
La station est mise en service le 14 juin 1924, lors de l'ouverture à l'exploitation de la première section de la ligne 2 entre les stations Sol et Ventas.
Le 11 octobre 1979, les quais de la ligne 6 sont mis en service lors de l'ouverture d'une section entre Pacífico et Cuatro Caminos.

## Service des voyageurs

### Accueil
La station possède deux accès équipés d'escaliers et d'escaliers mécaniques, mais sans ascenseur.

### Intermodalité
La station est en correspondance avec les lignes de bus n°2, 12, 21, 38, 43, 48, 53, 56, 71, 106, 110, 143, 146, 156, 210, C1 et C2 du réseau EMT.